# Золотая осень (картина Поленова)
«Золота́я о́сень» — картина русского художника Василия Поленова (1844—1927), написанная в 1893 году. Она является частью собрания Государственного мемориального историко-художественного и природного музея-заповедника В. Д. Поленова. Размер картины — 77 × 124 см.

## История и описание

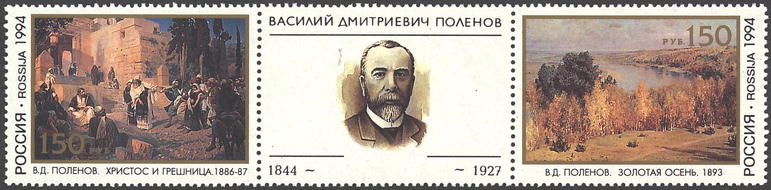
Картина «Золотая осень» на сцепке (Почта России, 1994)

Картина «Золотая осень» была написана Поленовым в 1893 году, через три года после того, как он поселился в усадьбе «Борок», расположенной на Оке, у деревни Бёхово. На картине изображён вид на Оку в сентябре, в сторону Очковых гор. Многие деревья покрыты жёлтой осенней листвой. Вдали, в правой части полотна, видна белая церковь с колокольней. Для организации пространственной композиции Поленов использовал дугу, соответствующую изгибу реки.
Картина экспонируется в усадьбе «Поленово» (современное название усадьбы «Борок»), в комнате под названием «Пейзажная».

## Отзывы
Искусствовед Элеонора Пастон так писала в своей книге о творчестве Василия Поленова:
В «Золотой осени» художник как бы воплотил свою мечту о высоком искусстве, очищенном от всего прозаического, будничного, о величавых образах искусства, возвышающих душу. Замерла умиротворённо-торжественная природа с её изумительно чистыми красками ранней осени — с мягкой пожелтевшей зеленью лугов и золотом деревьев, прозрачной голубизной реки и нежными красками неба от серо-зелёного и голубого к палево-жёлтым и розовым тонам. Пейзаж дан в широком панорамном развороте, но открывается не сразу. У него свои затейливые ритмические ходы. Зритель легко «входит» в него слева и оказывается в замкнутом пространстве. Дорожка легко выводит его в глубину картины, он мысленно огибает речку и поднимается по плавным текучим линиям холмов — до горизонта, обозначенного белой церковкой с колоколенкой. Отсюда открываются завораживающие своей красотой дали. Небо низко опускается к земле и линия горизонта очерчена так мягко, что непонятно — небо ли является продолжением земли или земля есть продолжение неба. Беспредельность мира, где эта прекрасная уютно-обжитая земля с церковкой является точкой отсчета, — вот основа для того созерцательного настроения, которое вызывает поленовский пейзаж.